# 青梅市立藤橋小学校
青梅市立藤橋小学校（おうめしりつふじはししょうがっこう）は、東京都青梅市にある市立小学校。児童数約200名。青梅市内では、最も東に位置する小学校の一つで、近くに首都圏中央連絡自動車道青梅ICがある。最寄駅はJR青梅線小作駅。
開校以来、マラソン大会が行われている。また開校時には、隣接する青梅市立今井小学校から200名以上の児童が転籍した。

## 沿革
- 1983年（昭和58年） - 開校。

## 周辺施設
- フォレオ青梅
- 三ッ原工業団地